# Stará Úhlava
Stará Úhlava je přírodní památka jižně od města Švihov v okrese Klatovy. Oblast spravuje Agentura ochrany přírody a krajiny ČR. Chráněné území o výměře 0,5855 ha představuje zbytek starého meandrujícího koryta řeky Úhlavy, které leží mezi regulovaným řečištěm Úhlavy a zalesněným vrchem Švábí. Důvodem ochrany je slepé rameno řeky, které je již bez spojení s novým korytem řeky. Tvoří významný geomorfologický a krajinný prvek s výskytem chráněných druhů rostlin.

## Historie
Řeka Úhlava, která byla dříve uváděna i pod názvem Bradlava, mívala v oblasti Švihova tok s mnoha zákruty a meandry. Díky tomu bývala široká údolní niva dle historických záznamů v minulosti velmi podmáčená a odehrávaly se zde četné záplavy. Z tohoto důvodu byly v letech 1935–1948 zrealizovány plošné meliorace zdejších pozemků a bohatě meandrující tok řeky Úhlavy byl napřímen a upraven od obce Malechov k obci Švihov. Břehy regulovaného toku byly později osázeny vlhkomilnými dřevinami, zejména javory. Dnešní tok řeky je spíše umělým kanálem.
Regulací toku byly odříznuty četné meandry, z nichž vznikly slepé tůně. Tyto zbytky meandrů byly postupně zavezeny a srovnány s okolním povrchem. Území dnešní přírodní památky Stará Úhlava patří k jednomu z posledních nezavezených meandrů. Díky zachování části původního řečiště máme možnost vidět, jak řeka vypadala před spoutáním do narovnaného koryta. Fragment slepého říčního ramene s funkční tůní mohl být ještě delší, pokud by již dříve nedošlo k zavezení úseku starého koryta navazujícího v podobě liniového vrbového porostu.
Zbytek starého říčního ramene je trvale zaplavený vodou a vytváří jednolitou tůň, což umožňuje existenci a rozvoj vodní vegetace. Voda v tůni není stojatá, nevýrazně proudí. Do starého říčního ramene se dostává voda ze sběrného příkopu při úpatí vrchu Švábí. Tento příkop byl vybudován pro odvodnění přilehlých pozemků v návaznosti na regulaci řeky.

## Flóra
V chráněném území roste ostřice nedošáchor (Carex pseudocyperus), stulík žlutý (Nuphar lutea), rdest ostrolistý (Potamogeton acutifolius), rdest tupolistý (Potamogeton obtusifolius) nebo šípatka střelolistá (Sagittaria sagittifolia).

## Fauna
K chráněným živočichům v přírodní památce patří otakárek fenyklový (Papilio machaon), kuňka žlutobřichá (Bombina variegata), ropucha obecná (Bufo bufo), ještěrka obecná (Lacerta agilis Linnaeus), slepýš křehký (Anguis fragilis), užovka obojková (Natrix natrix), čáp bílý (Ciconia ciconia), koroptev polní (Perdix perdix), ledňáček říční (Alcedo atthis), žluva hajní (Oriolus oriolus), vlaštovka obecná (Hirundo rustica) nebo ťuhýk obecný (Lanius collurio).